# Julio Urbina
Julio de Urbina y Ceballos Escalera (Madrid, 8 de enero de 1860-Madrid, 10 de septiembre de 1937), también conocido como el marqués de Cabriñana, fue un noble y político español, diputado en Cortes durante el reinado de Alfonso XIII.

## Biografía
Nació el 8 de enero de 1860 en Madrid. Fue elegido diputado a Cortes por Madrid en los comicios de 1898 como candidato independiente.
Era considerado una autoridad sobre los códigos del duelo. Durante la dictadura de Primo de Rivera llegó a ser miembro de la Asamblea Nacional Consultiva. Falleció en su ciudad natal el 10 de septiembre de 1937.
Presidente del primer comité olímpico español, el Comité Español de los Juegos Olímpicos (fundado en 1905 para acudir a los Juegos Intercalados de Atenas 1906). En 1909 el infante Carlos de Borbón impuso su substitución por el marqués de Villamejor.